# جيلكو ماركوف
جيلكو ماركوف هو لاعب كرة قدم ومدرب كرة قدم صربي، ولد في 20 سبتمبر 1976 في بانتشيفو في صربيا. شارك مع منتخب صربيا تحت 17 سنة لكرة القدم ومنتخب صربيا تحت 21 سنة لكرة القدم. أما مع النوادي، فقد لعب مع نادي المنامة ونادي بارتيزان ونادي رادنيك بيلينا ونادي مونزا وهايدوك كولا.

## وصلات خارجية
- جيلكو ماركوف على موقع قاعدة بيانات كرة القدم.إي يو (الإنجليزية)
- جيلكو ماركوف على موقع Soccerway.com (الإنجليزية)
- جيلكو ماركوف على موقع كووورة